# Steve Ambri
Steve Ambri, né le 12 août 1997 à Mont-Saint-Aignan (Seine-Maritime), est un footballeur franco-bissaoguinéen évoluant au poste d'ailier gauche ou d'avant-centre au Khon Kaen United FC.

## Biographie

### En club
Originaire de Seine-Maritime, Steve Ambri effectue l'essentiel de sa formation au Sporting Club de Frileuse, un club du Havre. Il est le cousin de Ferland Mendy. Il passe également par l'ESM Gonfreville où il joue trois matchs de CFA 2 en 2015 avant de rejoindre le Valenciennes FC cette même année.
Il fait ses débuts avec le VAFC le 3 décembre 2016 lors d'un déplacement à Sarreguemines dans le cadre du 8e tour de la Coupe de France où il est titulaire. Ses premiers pas en Ligue 2 ont lieu le 16 décembre sur la pelouse de l'AJ Auxerre où il entre en jeu à la 77e minute.
Le 13 février 2017, il signe son premier contrat professionnel d'une durée de trois ans. Quatre jours après la signature de son contrat, il est titulaire pour la première fois en championnat contre l'Amiens SC. Le 8 août 2017, lors du 1er tour de la Coupe de la Ligue face à Sochaux, il inscrit ses deux premiers buts avec le VAFC. Le 26 janvier 2018, il marque son premier en Ligue 2 à Niort.
Le 10 juin 2020, en fin de contrat avec Valenciennes, il s'engage pour deux saisons avec le FC Sochaux-Montbéliard.
Le 14 mai 2021, il prolonge son contrat avec Sochaux jusqu'en 2023 .

### En sélection nationale
En mai 2018, il est sélectionné avec l'équipe de France des moins de 20 ans pour disputer le Tournoi de Toulon. Pour son premier match, il ouvre le score face à la Corée du Sud. Il inscrit un 2e but lors du dernier match face au Canada.
En novembre 2021, il est sélectionné pour la première fois avec l'équipe nationale de Guinée-Bissau. Il participe à la Coupe d'Afrique des Nations 2021.
| Matchs internationaux de Steve Ambri | Matchs internationaux de Steve Ambri | Matchs internationaux de Steve Ambri                   | Matchs internationaux de Steve Ambri | Matchs internationaux de Steve Ambri | Matchs internationaux de Steve Ambri | Matchs internationaux de Steve Ambri  |
|                                      | Date                                 | Stade, ville, pays                                     | Adversaire                           | Résultat                             | Compétition                          | Temps de jeu                          |
| ------------------------------------ | ------------------------------------ | ------------------------------------------------------ | ------------------------------------ | ------------------------------------ | ------------------------------------ | ------------------------------------- |
| 1.                                   | 12 novembre 2021                     | Stade du 28-Septembre, Conakry, Guinée                 | Guinée                               | 0-0                                  | Éliminatoires Coupe du Monde 2022    | 77 min (Titulaire)                    |
| 2.                                   | 15 novembre 2021                     | Estádio Nacional 24 de Setembro, Bissau, Guinée-Bissau | Soudan                               | 0-0                                  | Éliminatoires Coupe du Monde 2022    | 45 min (Titulaire)                    |
| 3.                                   | 11 janvier 2022                      | Stade Roumdé Adjia, Garoua, Cameroun                   | Soudan                               | 0-0                                  | CAN 2021                             | Remplaçant (entrée à la 73ème minute) |
| 4.                                   | 15 janvier 2022                      | Stade Roumdé Adjia, Garoua, Cameroun                   | Égypte                               | 0-1                                  | CAN 2021                             | 60 min (Titulaire)                    |
| 5.                                   | 20 janvier 2022                      | Stade Roumdé Adjia, Garoua, Cameroun                   | Nigeria                              | 0-2                                  | CAN 2021                             | Remplaçant (entrée à la 70ème minute) |

## Statistiques
| Saison                | Club                   | Championnat           | Championnat | Championnat | Championnat | Coupe nationale | Coupe nationale | Coupe nationale | Coupe de la Ligue | Coupe de la Ligue | Coupe de la Ligue | Total | Total | Total |
| Saison                | Club                   | Division              | M.          | B.          | P.d.        | M.              | B.              | P.d.            | M.                | B.                | P.d.              | M.    | B.    | P.d.  |
| 2016-2017             | Valenciennes FC        | Ligue 2               | 8           | 0           | 0           | 1               | 0               | 0               | -                 | -                 | -                 | 9     | 0     | 0     |
| 2017-2018             | Valenciennes FC        | Ligue 2               | 26          | 2           | 1           | 1               | 0               | 0               | 2                 | 2                 | 0                 | 29    | 4     | 1     |
| 2018-2019             | Valenciennes FC        | Ligue 2               | 11          | 0           | 0           | 1               | 0               | 0               | 1                 | 0                 | 0                 | 13    | 0     | 0     |
| 2019-2020             | Valenciennes FC        | Ligue 2               | 15          | 0           | 1           | 2               | 0               | 0               | 1                 | 0                 | 0                 | 18    | 0     | 1     |
| Sous-total            | Sous-total             | Sous-total            | 60          | 2           | 2           | 5               | 0               | 0               | 4                 | 2                 | 0                 | 69    | 4     | 2     |
| 2020-2021             | FC Sochaux-Montbéliard | Ligue 2               | 28          | 3           | 1           | 2               | 0               | 0               | -                 | -                 | -                 | 30    | 3     | 1     |
| 2021-2022             | FC Sochaux-Montbéliard | Ligue 2               | 13          | 1           | 2           | 0               | 0               | 0               | -                 | -                 | -                 | 13    | 1     | 2     |
| Sous-total            | Sous-total             | Sous-total            | 41          | 4           | 3           | 2               | 0               | 0               | -                 | -                 | -                 | 43    | 4     | 3     |
| Total sur la carrière | Total sur la carrière  | Total sur la carrière | 101         | 6           | 5           | 7               | 0               | 0               | 4                 | 2                 | 0                 | 112   | 8     | 5     |